# Peter Bräuninger
Peter Bräuninger (* 22. Januar 1948 in Cham, heimatberechtigt in St. Gallen) ist ein Schweizer Radierer, Zeichner und Bühnenbildner.

## Leben und Werk
Peter Bräuninger wuchs am Zürichsee auf und absolvierte eine Matrosenlehre auf dem Rhein. Anschliessend besuchte er von 1964 bis 1966 das Lehrerseminar in Rorschach. Von 1979 bis 1971 war er an der Kunstgewerbeschule Zürich und wurde u. a. von Bruno Stamm in Druckgrafik ausgebildet. Später war Bräuninger als Zeichenlehrer tätig.
Seine Hauptmotive weisen seit Beginn der künstlerischen Karriere biografische Bezüge auf. Dazu gehören Schiffe in verschiedenen Formen und Hafenstädte als Sinnbilder für das Reisen, den Aufbruch und die Ankunft. Weitere Sujets sind nächtliche Strassenszenen, das Rotlichtmilieu, Ateliersituationen, Bahnhöfe, von Menschen verlassene Häuser, Stützkonstruktionen und Industriehallen in detailliert realistischer Wiedergabe. Baustellen erinnern an archäologische Grabungsstätten und zeugen von vergangenen Zivilisationen.
Bräuninger erhielt 1976, 1977 und 1978 ein Eidgenössisches Kunststipendium sowie 1977 einen Atelieraufenthalt in Genua im Atelier der Stadt Zürich. 1984 konnte er ein Atelier der Stadt Zürich in New York beziehen. Dort arbeitete er als Assistent am Pratt Institute of Art and Design. 1980 erhielt er den Preis der Stiftung für Graphische Kunst in der Schweiz, 1999 erhielt er den Kunstpreis von Zollikon.
Bräuninger stellte seine Werke in den USA, in Italien, Österreich, Deutschland, Frankreich und in der Schweiz aus. 2013 hatte er eine Einzelausstellung in der Graphischen Sammlung der ETH Zürich. Seine Werke sind zudem in verschiedenen Sammlungen vertreten.
Bräuninger ist mit der Künstlerin Anna Gridazzi verheiratet. Er lebt in Genua, Hamburg und in Zürich.